# Double Fantasy
| Retrospective reviews         | Retrospective reviews |
| Оценки критиков               | Оценки критиков       |
| Источник                      | Оценка                |
| ----------------------------- | --------------------- |
| AllMusic                      | [ 1 ]                 |
| Christgau's Record Guide      | A                     |
| Encyclopedia of Popular Music | [ 3 ]                 |
| Mojo                          | [ 4 ]                 |
| MusicHound                    | 3.5/5                 |
| Paste                         | [ 6 ]                 |
| Q                             | [ 7 ]                 |
| Rolling Stone (2010)          | [ 8 ]                 |
| The Rolling Stone Album Guide | [ 9 ]                 |
| Slant Magazine                | [ 10 ]                |

Double Fantasy (с англ. — «Двойная фантазия») — пятый студийный альбом Джона Леннона и Йоко Оно, вышедший в 1980 году, за три недели до трагической гибели Леннона. Альбом достиг первого места в британском и американском хит-парадах. Два сингла («(Just Like) Starting Over» и «Woman») возглавили хит-парад Великобритании (и № 1 и № 2 в США, соответственно). В 1982 году Дуглас, Леннон и Оно выиграли премию «Грэмми» в категории «Лучший альбом года». В 1989 году альбом был включён под № 29 в список 100 лучших альбомов 1980-х годов журнала Rolling Stone. Является седьмым и последним студийным альбомом, выпущенный при жизни Джона Леннона

## Об альбоме
Альбому предшествовал выход сингла «(Just Like) Starting Over», вместе с песней Оно «Kiss Kiss Kiss» на обратной стороне пластинки. Он вышел в качестве сингла 20 октября 1980 в США, и спустя четыре дня в Великобритании. Первоначально достиг позиции № 8 в Великобритании, а после убийства Джона Леннона сингл поднялся на первое место. В США он также достиг вершины чарта.
Экземпляр этого альбома, который Джон Леннон подписал Марку Чепмену, был выставлен на продажу в 2003 году за 525 тыс. долларов США. В 2010 году он был вновь выставлен на продажу. По некоторым данным был продан в апреле 2011 года за 530 тыс. фунтов.
Альбом вышел 17 ноября одновременно в Великобритании и в США. Лейбл Geffen планировал специальную обложку для возвращения Леннона, но Оно не приняла решение о фотографии. Не желая пропустить крайний срок выхода в свет, Geffen использовал один сингл в качестве передней обложки, выбирая кадр из той же фотосессии для задней стороны обложки. Треки были упорядочены как диалог между Ленноном и Оно; один из его треков следовал за её треком. Первоначально никакой последовательности на обложке не было. Первоначальные продажи были вялыми. В Великобритании альбом достиг лишь позиции № 14, затем упав на № 46, в то время как в США достиг позиции № 11. Позднее диск возглавил американский альбомный чарт Billboard, оставаясь на № 1 восемь недель, а в Великобритании он поднялся до № 2, где оставался 7 недель, а потом на 2 недели задержался не первом месте.
Трек «Woman» стал посмертным синглом Леннона (на обратной стороне была песня Оно «Beautiful Boys»). Он вышел 12 января 1981 года в США и 16 января в Великобритании, достигнув № 1 в Великобритании и в США в чарте Cash Box, и № 2 в чарте Billboard Hot 100 на три недели задержавшись там. Финальным синглом с диска стала песня «Watching the Wheels» (на обратной стороне трек Оно «Yes, I’m Your Angel»), достигшая позиции № 10 в США и № 30 в Великобритании. Этот сингл вышел 13 марта 1981 года в США и 27 марта 1981 года в Великобритании.

## Список композиций
1. «(Just Like) Starting Over» (Джон Леннон) — 3:56
2. «Kiss Kiss Kiss» / Поцелуй, поцелуй, поцелуй (Йоко Оно) — 2:41
3. «Cleanup Time» (Джон Леннон) — 2:58
4. «Give Me Something» / Дай мне что-нибудь (Йоко Оно) — 1:35
5. «I’m Losing You» / Я теряю тебя (Джон Леннон) — 3:57
6. «I’m Moving On» / Я двигаюсь вперёд (Йоко Оно) — 2:20
7. «Beautiful Boy (Darling Boy)» / Прекрасный мальчик (Дорогой мальчик) (Джон Леннон) — 4:02
8. «Watching the Wheels» / Наблюдая за колёсами (Джон Леннон) — 4:00
9. «Yes I’m Your Angel» / Да, я твой ангел (Йоко Оно) — 3:08
10. «Woman» / Женщина (Джон Леннон) — 3:32
11. «Beautiful Boys» / Прекрасные мальчики (Йоко Оно) — 2:55
12. «Dear Yoko» / Дорогая Йоко (Джон Леннон) — 2:34
13. «Every Man Has A Woman Who Loves Him» / У каждого мужчины есть женщина, которая любит его (Йоко Оно) — 4:02
14. «Hard Times Are Over» / Тяжёлые времена закончились (Йоко Оно) — 3:20
15. «Help Me to Help Myself» / Помоги мне помочь самому себе (Джон Леннон)*
16. «Walking on Thin Ice» / Гуляя по тонкому льду (Йоко Оно)*
17. Central Park Stroll (Dialogue) / Прогулка по Центральному парку (диалог)*

## Участники записи
- Джон Леннон — вокал, гитара.
- Йоко Оно — вокал.
- Эрл Слик, Хью Маккракен — гитара.
- Тони Левин — бас-гитара.
- Джордж Смолл — клавишные.
- Энди Ньюмарк — ударные.
- Артур Джекинс-младший — перкуссия.
- Эд Уолш — Oberheim, синтезатор.
- Роберт Гриндж — стальной барабан («Beautiful Boy»).
- Мэттью Каннингем — Hammer Dulcimer («Watching The Wheels»).
- Рэнди Стайн — английская концертина.
- Говард Джонсон, Грант Хангерфорд, Джон Парран, Селдон Пауэлл, Джордж «Young» Опалиский, Роджер Розенберг, Дэвид Тофани, Рональд Тули — духовые инструменты.
- Мишель Симпсон, Кассандра Вутен, Черил Мейсон Джекс, Эрик Тройер, Benny Cummings Singers, The Kings Temple Choir — бэк-вокал.

## Награды и номинации

### Grammy Awards
| Год  | Номинируемая работа         | Категория                               | Результат |
| ---- | --------------------------- | --------------------------------------- | --------- |
| 1982 | Double Fantasy              | Лучший альбом года                      | Победа    |
| 1982 | Double Fantasy              | Лучшее мужское вокальное поп-исполнение | Номинация |
| 1982 | «(Just Like) Starting Over» | Лучшая запись года                      | Номинация |

## Чарты
| Чарт (1980/81)                           | Высшая позиция |
| ---------------------------------------- | -------------- |
| Австралия                                | 1              |
| Австрия                                  | 1              |
| Канада RPM Albums Chart                  | 1              |
| Нидерланды Mega Albums Chart             | 4              |
| Франция SNEP Albums Chart                | 2              |
| Италия                                   | 6              |
| Япония, Japanese Oricon LP Chart         | 2              |
| Новая Зеландия, New Zealand Albums Chart | 1              |
| Норвегия, VG-lista                       | 1              |
| Швеция, Albums Chart                     | 1              |
| Великобритания UK Albums Chart           | 1              |
| США Billboard 200                        | 1              |
| Германия                                 | 2              |

| Чарт (1980)             | Позиция |
| ----------------------- | ------- |
| Франция                 | 16      |
| Великобритания          | 12      |
| Чарт (1981)             | Позиция |
| Australian Albums Chart | 1       |
| Австрия                 | 2       |
| Канада                  | 3       |
| Италия                  | 9       |
| Japanese Albums Chart   | 29      |
| Великобритания          | 10      |
| США Billboard 200       | 2       |
| Германия                | 3       |

## Сертификации и продажи
| Регион                                                      | Сертификация  | Продажи    |
| ----------------------------------------------------------- | ------------- | ---------- |
| Австралия                                                   | —             | 285,000    |
| Франция (SNEP)                                              | Платиновый    | 533,900    |
| Германия (BVMI)                                             | Золотой       | 250 000^   |
| Japan (Oricon Charts)                                       | —             | 306,470    |
| Великобритания (BPI)                                        | Платиновый    | 300 000^   |
| США (RIAA)                                                  | 3× Платиновый | 3 000 000^ |
| ^ Данные о тиражах приведены только на основе сертификации. |               |            |